# وینفیلد اسکات هنکاک
 وینفیلد اسکات هنکاک (انگلیسی: Winfield Scott Hancock؛ ۱۴ فوریهٔ ۱۸۲۴ – ۹ فوریهٔ ۱۸۸۶) یک فرد نظامی اهل ایالات متحده آمریکا بود.